# Тарчиньский, Доминик
Домини́к Тарчи́ньский (пол. Dominik Tarczyński; род. 27 марта 1979 года в Люблине, ПНР) — польский политический, религиозный и общественный деятель, публицист. Депутат Сейма VIII и IX созывов (2015-2020) и депутат Европейского парламента IX и X созывов с 2020 года.

## Биография
Родился 27 марта 1979 года в Люблине. Окончил факультет права, канонического права и администрации Люблинского католического университета.
С 2003 по 2008 год работал аниматором в Весминстерском соборе в Лондоне и ведущим программы христианской музыки на радио. Кроме того, был светским помощником экзорциста. С 2009 по 2010 год был директором телеканала TVP3 Kielce. Позднее работал заместителем директора по операционной деятельности в Центре информационных технологий и телекоммуникаций Польского телевидения.
Параллельно с работой на телевидении Тарчиньский писал статьи для консервативной «Польской газеты» (Gazeta Polska) и занимался созданием документальных фильмов о деятельности экзорцистов: его фильм «Колумбия — свидетельство для мира» (Kolumbia – świadectwo dla świata) с участием бывшего президента Колумбии Альваро Урибе Велеса в 2015 году победил на 16-м Международном фестивале католических фильмов. 
В 2010 году Доминик Тарчиньский впервые попробовал себя в политике: принял участие в местных выборах как кандидат партии «Право и справедливость» в Сеймик Свентокшиского воеводства, которые проиграл. После ненадолго присоединился к партии «Польша важнее всего» и руководил её структурами в Кельце. В 2012 году один из основателей партии «Солидарная Польша, которую покинул в 2014 году. В 2014 вновь безрезультатно участвовал в выборах в Сеймик Свентокшиского воеводства. 
На парламентских выборах 2015 года был избран в Сейм Польши VIII созыва по списку партии «Право и справедливость» как беспартийный кандидат. Вскоре после выборов Тарчиньский вступил в «Право и справедливость».
На выборах 2019 года Тарчиньский был избран депутатом Европарламента. Тарчиньский получил дополнительный мандат, предоставленный Польше в рамках распределения мест Европейского парламента, ранее занимаемых Великобританией. Тем не менее из-за затянувшейся процедуры выхода Великобритании из Европейского союза Тарчиньский не смог занять своё место в Европарламенте.
На парламентских выборах в ноябре 2019 года Тарчиньский был переизбран депутатом Сейма.
1 февраля 2020 года, после завершения процедуры Брексита Тарчиньский приступил к работе депутата Европейского парламента IX созыва, в связи с чем его мандат депутата Сейма был прекращён. На европейских выборах 2024 года был переизбран. Как депутат Европарламента Тарчиньский присоединился к фракции Европейских консерваторов и реформистов и вошёл в состав Комиссии по международной торговле, Комиссии по иностранным делам и Комиссии внутреннего рынка и защиты прав потребителей. Также занимается международно-правовыми вопросами, связанными с вторжением России в Украину.

## Взгляды и критика
Доминик Тарчиньский придерживается консервативных взглядов и является активным противником феминизма, иммиграции, либерализации права на аборт и прав ЛГБТ. Является евроскептиком и выступает за более близкие отношения Польши с США. Сторонник президента США Дональда Трампа и его политики.
Неоднократно подвергался критике за свои резкие высказывания на тему религиозных меньшинств: в 2015 году на заседании Комиссии по делам Европейского союза в Сейме утверждал, что «не каждый мусульманин — террорист, но каждый террорист — мусульманин». В 2017 году подвергся критике со стороны ряда депутатов и журналистов за оскорбление участников «Чёрного протеста», добивавшегося легализации абортов.